# Платформа General Motors C (FWD)
C-body — автомобильная платформа компании General Motors для переднеприводных полноразмерных автомобилей. Выпускалась с 1985 по 1986 год.

## Описание
Разработка платформы C-body началась в конце 1983 года: сначала в Миссури, а затем в Мичигане. В начале 1984 года на платформе C-body начали выпускаться такие модели, как Oldsmobile 98 (11 поколение), Buick Electra (6 поколение), Cadillac Deville (6 поколение) и Cadillac Fleetwood (1985—1990). Позже были представлены модели с колёсной базой 113,8 дюйма.
В автомобилях на платформе C-body применяются двигатели V6 и V8, коробка передач GM TMH440 (изначально), цельная конструкция — и всё это было аэродинамически усовершенствовано, при этом Oldsmobile достигал коэффициента аэродинамического сопротивления 0,383 Кд.

## Модели на платформе C-body
| Годы производства | Модель                            |
| ----------------- | --------------------------------- |
| 1985—1987         | Cadillac Series 75                |
| 1985—1992         | Cadillac Fleetwood                |
| 1985—1993         | Cadillac De Ville (6-е поколение) |
| 1987—1993         | Cadillac Sixty Special            |
| 1985—1990         | Buick Electra (6-е поколение)     |
| 1991—1996         | Buick Park Avenue                 |
| 1985—1996         | Oldsmobile 98 (11-е поколение)    |
| 1987—1990         | Oldsmobile Touring Sedan          |

## Совместно с H-body
Платформы H-body и C-body были в значительной степени идентичны. Они разделяли друг с другом колёсную базу 110,8 дюйма, большую часть кузова, детали интерьера, стёкла и двигатели.
| Годы производства | Модель             |
| ----------------- | ------------------ |
| 1986—1999         | Buick LeSabre      |
| 1986—1999         | Oldsmobile 88/LSS  |
| 1987—1999         | Pontiac Bonneville |